# Valentino Balboni
Valentino Balboni (Casumaro, 13 de maio de 1949) é um piloto de automóveis italiano, empregado de longa data da Lamborghini. Atualmente aposentado, ocupando o cargo de embaixador da marca.

## Biografia
Balboni ingressou na Lamborghini em 21 de abril de 1967, como aprendiz de mecânico. Posteriormente recebeu uma solicitação pessoal do fundador Ferrucio Lamborghini para fazer test drives nos modelos produzidos. Ele testou todos os modelos produzidos até hoje. Ele atualmente ministra cursos de direção para clientes e atua como embaixador da marca.

## Lamborghini Gallardo LP 550-2 Valentino Balboni
Em julho de 2009 a Lamborghini lançou uma série limitada do seu modelo Gallardo denominada Lamborghini Gallardo LP 550-2 Valentino Balboni, em homenagem ao seu contribuidor de longa data. Um de seus principais diferenciais mecânicos é que os 550cv de potência são direcionados apenas para as rodas traseiras, permitindo uma direção mais esportiva.